# Lac des Commissaires
Lac des Commissaires är en sjö i Kanada.   Den ligger i regionen Saguenay–Lac-Saint-Jean och provinsen Québec, i den östra delen av landet, 400 km nordost om huvudstaden Ottawa. Lac des Commissaires ligger 323 meter över havet. Arean är 28,0 kvadratkilometer. Den sträcker sig 26,8 kilometer i nord-sydlig riktning, och 6,4 kilometer i öst-västlig riktning.
I omgivningarna runt Lac des Commissaires växer i huvudsak blandskog. Trakten runt Lac des Commissaires är nära nog obefolkad, med mindre än två invånare per kvadratkilometer.